# París-Roubaix 1954
La 52.ª edición de la París-Roubaix tuvo lugar el 11 de abril de 1954 y fue ganada por el belga Raymond Impanis. 

## Clasificación final
|    | Ciclista         | Equipo               | Tiempo     |
| -- | ---------------- | -------------------- | ---------- |
| 1  | Raymond Impanis  | Mercier-Hutchinson   | 6h 54' 43" |
| 2  | Constant Ockers  | Peugeot-Dunlop       | + 06"      |
| 3  | Marcel Rijckaert | Mercier-Hutchinson   | m. t.      |
| 4  | Ferdinand Kübler | Fiorelli             | m. t.      |
| 5  | Serge Blusson    | Stella-Wolber-Dunlop | m. t.      |
| 6  | Raoul Rémy       | Mercier-Hutchinson   | m. t.      |
| 7  | Marcel de Mulder | Terrot-Hutchinson    | m. t.      |
| 8  | Germain Derijcke | Alcyon-Dunlop        | m. t.      |
| 9  | Henri Surbatis   | Rochet               | m. t.      |
| 10 | Roger Decock     | Bertin               | m. t.      |